# Липтон, Ричард
Ричард Джей Липтон (англ. Richard Jay Lipton; родился 6 сентября 1946 года) — американо-британский специалист компьютерных наук, который работает в области теоретической информатики, криптографии и ДНК-вычислений.

## Биография
В 1968 году Липтон получил диплом бакалавра по математике в Университете Кейс Вестерн резерв.
В 1973 году получил степень доктора философии в Университете Карнеги — Меллона. Темой диссертации под руководством Дэвида Парнаса было On Synchronization Primitive Systems.
С 1973 по 1978 год он преподавал в Йельском университете, потом — в Беркли (1978—1980) и Принстоне (1980—2000) (где начал работать в области ДНК-вычислений).
С 1996 года консультирует Telcordia Technologies.
С 2000 года работает в Технологическом институте Джорджии.
Является заместителем декана по научной работе, профессором и заведующим кафедрой вычислительной техники Фредерика Стори в колледже вычислительной техники в технологическом институте Джорджии.

## Награды и признание
- 1981 — Стипендия Гуггенхайма[4]
- 1997 — действительный член Ассоциации вычислительной техники[5]
- 1999 — член Национальной инженерной академии США[6]
- 2014 — Премия Кнута[7][8][9]